# Duroia paruensis
Duroia paruensis är en måreväxtart som beskrevs av Julian Alfred Steyermark. Duroia paruensis ingår i släktet Duroia och familjen måreväxter. Inga underarter finns listade i Catalogue of Life.